# Hachihachi Kantai
Das Acht-Acht-Flottenprogramm (japanisch 八八艦隊 Hachihachi Kantai) war ein Rüstungsprogramm der Kaiserlich Japanischen Marine, das in den ersten beiden Jahrzehnten des 20. Jahrhunderts geplant wurde. Acht Schlachtschiffe, die weniger als acht Jahre alt waren, und acht Schlachtkreuzer sollten, zusammen mit den notwendigen Hilfsschiffen und den über acht Jahre alten Großkampfschiffen, die Kernstreitmacht bilden. Die Unterzeichnung des Washingtoner Flottenabkommens im Februar 1922 beendete diesen ehrgeizigen Plan.

## Geschichte und Entwicklung
Das Konzept der Acht-Acht-Flotte entstand nach dem Russisch-Japanischen Krieg 1904 – 1905. Nach den gewonnenen Seeschlachten im Gelben Meer und bei Tsushima war das Japanische Kaiserreich zur stärksten Seemacht in Asien geworden und durch den Sieg gegen die Weltmacht Russland wurde Japan zur Großmacht. Mit der 'Kaiserlichen Verteidigungspolitik' der japanischen Regierung und der Marine von 1907 wurde eine immense maritime Aufrüstung geplant. Die Politik sah den Bau einer Schlachtflotte von acht modernen Schlachtschiffen mit je 20.000 Tonnen und acht modernen Panzerkreuzern mit je 18.000 Tonnen vor. Diese sollten durch den Bau mehrerer kleinerer Kriegsschifftypen, darunter Kreuzer und Zerstörer, ergänzt werden. Der japanische Marinetheoretiker Satō Tetsutarō (佐藤 鉄太郎) war ein Anhänger der Theorien von Alfred Thayer Mahan, der ausreichende Seestreitkräfte für jeden Staat mit Küsten für unerlässlich hielt, um politisch und militärisch erfolgreich zu sein. Eine starke Marine sollte, auch unabhängig von der gegenwärtig gerade herrschenden Bedrohungslage, immer vorhanden sein. Und so argumentierte Satō, dass Japan zur Gewährleistung seiner Sicherheit in der Lage sein sollte, diejenige Macht zu besiegen, die die größte hypothetische Bedrohung darstellte.
In der Verteidigungspolitik von 1907 verlagerte sich Japans militärischer Fokus weg vom zaristischen Russland und hin zu den Vereinigten Staaten, die nun zur primären hypothetischen Bedrohung für die zukünftige Sicherheit Japans wurden. Im Jahr 1907 gab es allerdings weder einen Konflikt grundlegender Interessen zwischen Japan und den Vereinigten Staaten noch gab es Anzeichen dafür, dass die japanische oder die amerikanische Regierung eine Konfrontation wünschten. Die japanische Verteidigungspolitik von 1907 befürwortete den Bedarf einer großen Marine unter völliger Missachtung der Realitäten der japanischen Außenpolitik. Weit davon entfernt, eine Begründung für eine Acht-Acht-Flotte durch eine detaillierte Erklärung einer amerikanischen Seebedrohung zu liefern, wählte die Politik willkürlich die Vereinigten Staaten als wahrscheinlichen Gegner aus, um das von ihr gewünschte Ausmaß der Seestärke zu rechtfertigen. Ein größerer Feind einer großen Flotte als die hypothetische Bedrohung durch die USA war das japanische Haushaltsbudget.
Die Kosten für den Bau von Schlachtschiffen des Dreadnought-Typs und ab 1908 von Schlachtkreuzern waren erheblich höher als bei den vorhergehenden Einheitslinienschiffen. Als Marineminister Admiral Yamamoto Gonnohyōe dem Parlament den Budgetantrag für diese Flotte vorlegte, war der Betrag mehr als doppelt so hoch wie der gesamte japanische Staatshaushalt zu diesem Zeitpunkt. Die Politik der Acht-Acht-Flotte war wegen der enormen Kosten für Schlachtschiffe umstritten, und nur einmal erteilte der japanische Landtag die Genehmigung für ein Bauprogramm, das dem Ideal der „Acht-Acht-Flotte“ entsprochen hätte. Alternative Pläne wurden diskutiert, darunter eine Reduzierung des Plans auf ein ‚Acht-Vier‘-Flotten-Programm, später auf ein ‚Acht-Sechs‘-Flotten-Programm.

### Erste „Acht-Acht-Flotte“

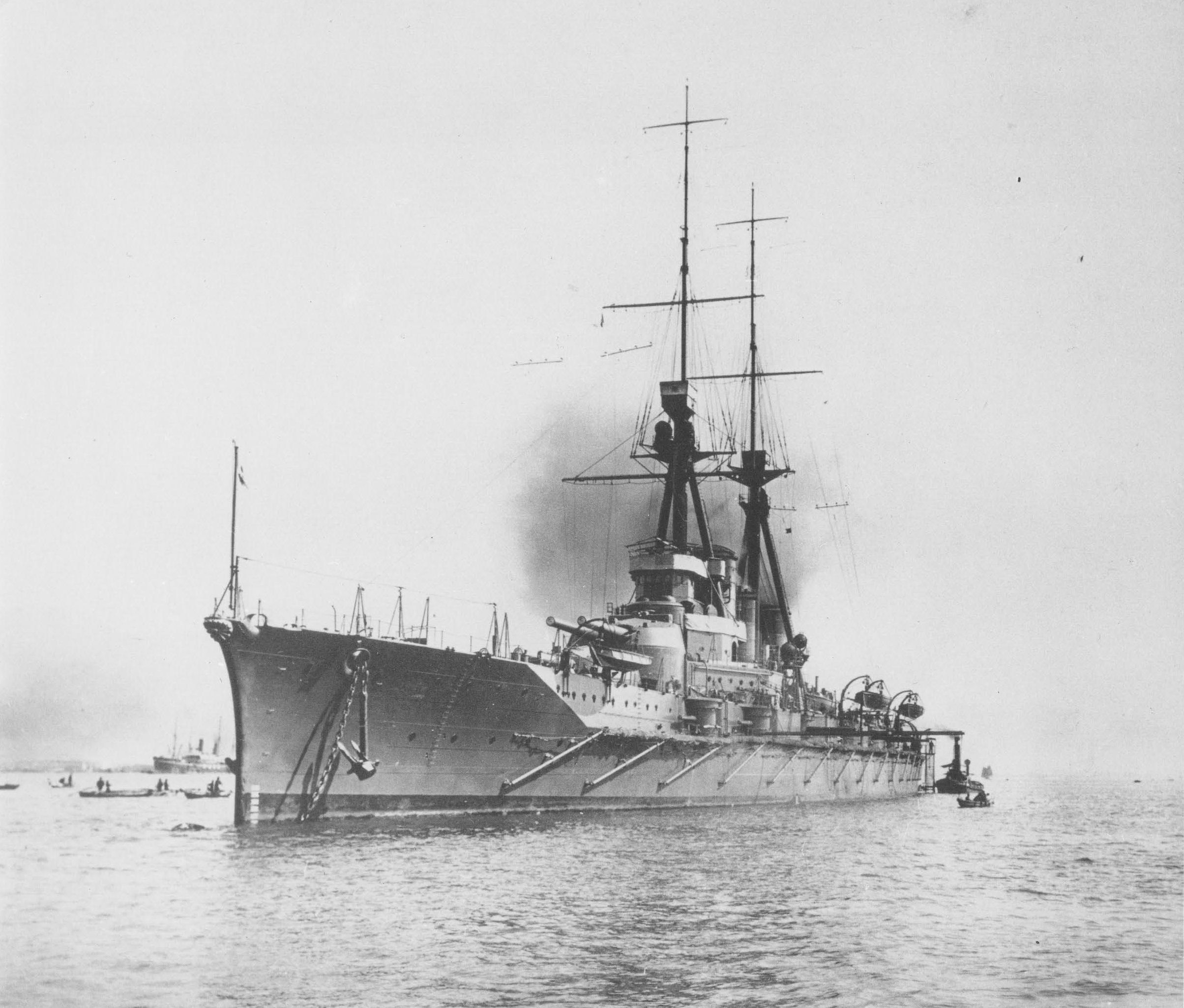
Der Schlachtkreuzer Haruna in Kōbe, eine Woche nach Indienststellung.

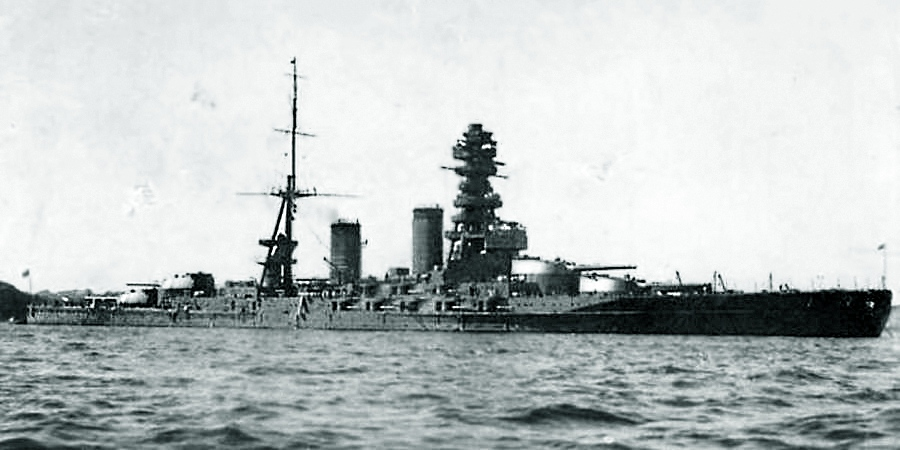
Das Schlachtschiff Mutsu kurz nach der Fertigstellung.

Der erste ernsthafte Versuch, eine „Acht-Acht-Flotte“ aufzubauen, erfolgte 1910, als der Admiralstab ein Bauprogramm von acht Schlachtschiffen und acht Schlachtkreuzern vorschlug. Das Marineministerium Japans reduzierte diese Anfrage aus politischen Gründen auf sieben Schlachtschiffe und drei Panzerkreuzer. Das Kabinett empfahl schließlich ein Schlachtschiff und vier Schlachtkreuzer. Diese Schiffe wurden dann im Jahre 1911 genehmigt. Die Schlachtkreuzer waren die vier Schiffe der Kongō-Klasse und das Schlachtschiff war die Fusō, alle waren technologisch fortschrittliche Schiffe.
Das Bauprogramm von 1913 sah die Genehmigung weiterer drei Schlachtschiffe vor, was insgesamt eine „Vier-Vier-Flotte“ darstellt: die Yamashiro, ein Schwesterschiff der Fusō, und außerdem die Ise und die Hyūga.
Im Jahr 1915 schlug die Marine weitere vier Schlachtschiffe vor, um eine ‚Acht-Vier-Flotte‘ zu erreichen. Dies wurde vom Parlament abgelehnt. Diese Ablehnung war eine Folge des sogenannten Siemens-Skandals, in dem es um beträchtliche Bestechungssummen ging, die von der deutschen Firma Siemens, die für die Lieferung der elektrischen Ausstattung der Schiffe zuständig war, und von der britischen Firma Vickers an Verantwortliche, die bei der japanischen Marine für die Beschaffung zuständig waren, gezahlt worden waren. Im Jahre 1916 stimmte das Parlament dann doch dem Bau eines zusätzlichen Schlachtschiffes und zweier Schlachtkreuzer zu. Das war eine Reaktion auf den Plan der US-Marine, weitere zehn Schlachtschiffe und sechs Schlachtkreuzer zu bauen. 1917 genehmigte das japanische Parlament dann auch den Bau weiterer drei Schlachtschiffe und 1918 wurden noch zwei weitere Schlachtkreuzer genehmigt. Insgesamt bestand jetzt doch die Genehmigung für eine „Acht-Acht-Flotte“.
Die neuen Schiffe waren die beiden Schlachtschiffe der Nagato-Klasse, die beiden Tosa-Klasse-Schlachtschiffe und insgesamt vier Amagi-Klasse-Schlachtkreuzer, alle moderne, leistungsfähige Schiffe mit 41-cm-Geschützen. Nur die beiden Schiffe der Nagato-Klasse wurden schließlich in ihrer vorgesehenen Funktion fertiggestellt. Ein Schiff der Tosa-Klasse und eins der Amagi-Klasse wurden als Flugzeugträger Kaga und Akagi fertiggestellt.

### Zweite „Acht-Acht-Flotte“

Entwurf des Schlachtkreuzers Amagi.

Die Leistungsfähigkeit dieser Schiffsgeneration war, verglichen mit denen von fünf Jahren zuvor, so viel größer, dass der Plan der Acht-Acht-Flotte neu gestartet wurde. Die Nagato galt nun als erstes Schiff im neuen Projekt und die Planer begannen nun, die älteren Schlachtschiffe und Schlachtkreuzer abzuschreiben. Auf dieser überarbeiteten Grundlage wurde die Marine wieder auf eine ‚Vier-Vier-Flotte‘ reduziert.
Ein weiterer Anstoß zur Verwirklichung der Acht-Acht-Flotte war eine zusätzliche Erweiterung der US-Marine im Rahmen eines Plans des amerikanischen Präsidenten Woodrow Wilson aus dem Jahr 1919, weitere 16 Großkampfschiffe zusätzlich zu den 16 bereits 1916 genehmigten zu bauen. Im Jahr 1920 wurde unter Premierminister Hara Takashi ein widerstrebendes Parlament überzeugt, einen Plan anzunehmen, die ‚Vier-Vier‘-Gruppe moderner Schiffe 1927 auf die Stärke „Acht-Acht“ zu bringen. Dies hätte die Erweiterung der Schlachtkreuzer der Amagi-Klasse um vier zusätzliche schnelle Schlachtschiffe der neuen Kii-Klasse bedeutet, die geringfügig langsamer aber stärker gepanzert waren. Weitere vier Schlachtschiffe der Nummer-13-Klasse wären mit 46-cm-Geschützen gebaut worden. Bei Fertigstellung wäre dies eine vollständige „Acht-Acht-Flotte“ gewesen. Wenn man die ältesten Schiffe der Marine, die Klassen Fusō, Ise und Kongō, einbezieht, dann ergibt sich sogar eine ‚Acht-Acht-Acht-Flotte‘ mit drei Kampfgeschwadern mit je acht Schiffen.
Fertige und geplante Schiffe vor dem Flottenabkommen von Washington
| Name                             | fertige Schiffe         | Verdrängung | Geschwindigkeit | Bewaffnung   | Gürtelpanzer | Panzerdeck |
| -------------------------------- | ----------------------- | ----------- | --------------- | ------------ | ------------ | ---------- |
| Kongō-Klasse (金剛型)            | 4                       | 27.900 t    | 27,00 kn        | 8 × 35,6 cm  | 203 mm       | 120 mm     |
| Fusō-Klasse (扶桑型)             | 2                       | 30.600 t    | 23,00 kn        | 12 × 35,6 cm | 305 mm       | 76 mm      |
| Ise-Klasse (伊勢型)              | 2                       | 31.260 t    | 25,40 kn        | 12 × 35,6 cm | 305 mm       | 55 mm      |
| Name                             | Schiffe im Bau/ geplant | Verdrängung | Geschwindigkeit | Bewaffnung   | Gürtelpanzer | Panzerdeck |
| Nagato-Klasse (長門型)           | 2                       | 33.800 t    | 26,50 kn        | 8 × 41 cm    | 305 mm       | 100 mm     |
| Tosa-Klasse (加賀型)             | 2                       | 39.979 t    | 26,50 kn        | 10 × 41 cm   | 279 mm       | 102 mm     |
| Amagi-Klasse (天城型)            | 4                       | 41.200 t    | 30,00 kn        | 10 × 41 cm   | 254 mm       | 94 mm      |
| Kii-Klasse (紀伊型)              | 4                       | 42.600 t    | 29,75 kn        | 10 × 41 cm   | 292 mm       | 118 mm     |
| Nr.-13-Klasse (十三号型巡洋戦艦) | 4                       | 47.500 t    | 30,00 kn        | 8 × 46 cm    | 330 mm       | 127 mm     |

## Washingtoner Flottenabkommen

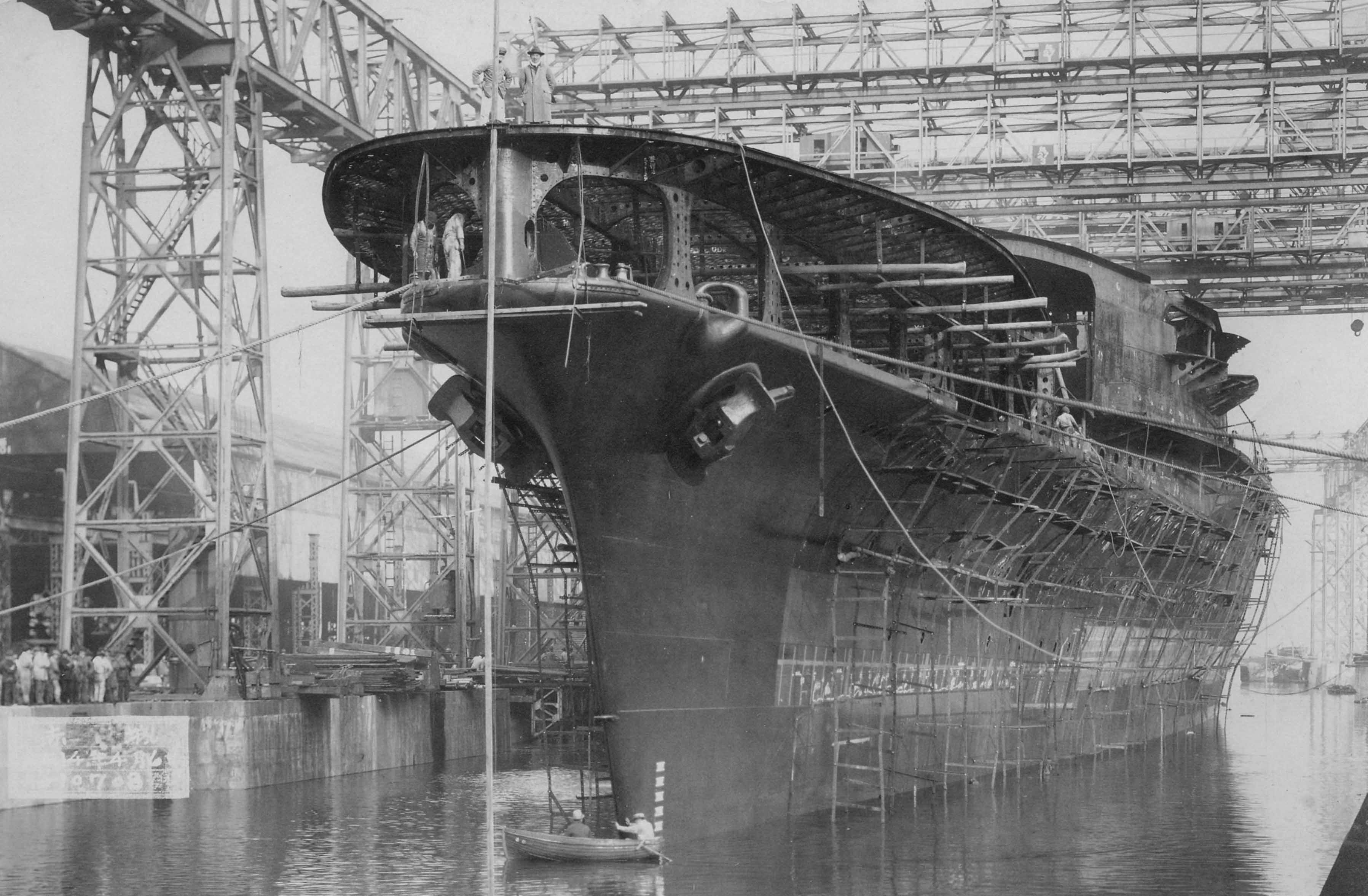
Flugzeugträger Akagi, ehemals Schlachtkreuzer der Amagi-Klasse, April 1925.

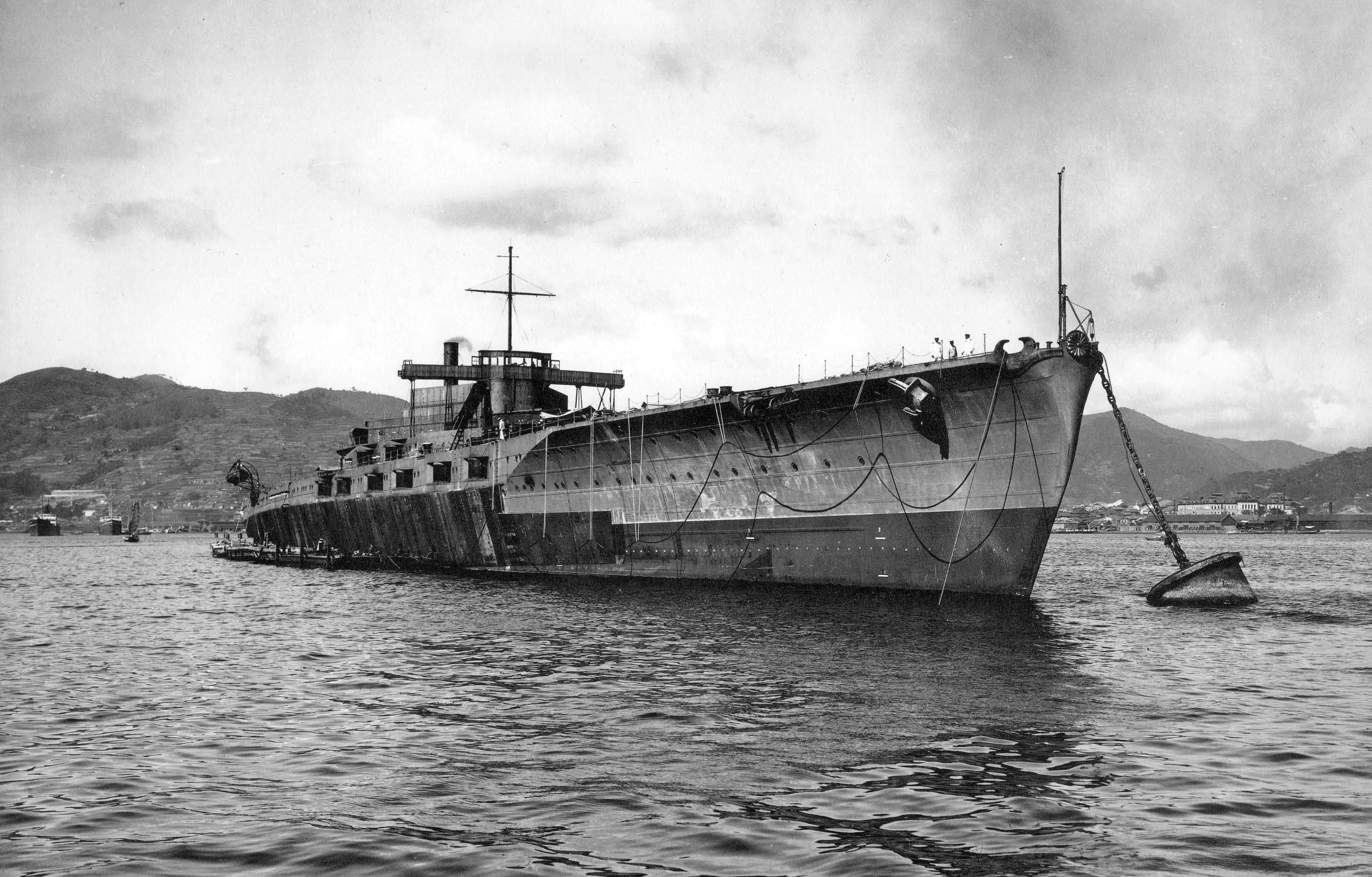
Schlachtschiff Tosa in Nagasaki am 31. Juli 1922, nachdem der Bau gemäß des Washingtoner Vertrages eingestellt wurde.

Das Washingtoner Flottenabkommen von 1922 machte diesen Bauplänen ein Ende. Gemäß den Vertragsbedingungen mussten alle noch im Bau befindlichen Großkampfschiffe – das heißt alle Schiffe, die nach der Nagato, dem ersten Schiff des Bauprogramms von 1916, begonnen worden waren – abgewrackt oder in Flugzeugträger umgewandelt werden. Eine besondere Ausnahme wurde für das Schlachtschiff Mutsu gemacht, das kurz vor der Fertigstellung stand und einen besonderen Platz in den Herzen vieler Japaner hatte, da viele der Gelder für seinen Bau durch öffentliche Spenden und sogar von Schulklassen aufgebracht worden waren. Der Vertrag legte eine maximale Tonnage bei Schlachtschiffen und Schlachtkreuzern für die japanische Marine von 60 % der US-Marine und der britischen Royal Navy fest. Aus diesem Grund wurde es von vielen Offizieren der kaiserlich-japanischen Marine, darunter Admiral Satō Tetsutarō und Admiral Katō Hiroharu, scharf abgelehnt.
Ein weiteres Problem für die japanische Marine waren die Schiffe, die sich noch im Bau befanden. Es waren die Tosa und die Kaga der Tosa-Klasse, die Amagi, die Akagi, die Atago und die Takao der Amagi-Klasse. Die Tosa wurde zu einem Testschiff für Beschuss mit Granaten und Torpedos. Auf Basis der Ergebnisse dieser Tests wurden die Schlachtschiffe und -kreuzer der Marine umgebaut, um ihren Panzerschutz zu optimieren. Auch das Panzerungskonzept der Superschlachtschiffe der Yamato-Klasse stützte sich auf die gesammelten Erfahrungen dieser Tests. Die verschlissene Hulk wurde 1925 in der Wasserstraße zwischen Kyūshū und Shikoku versenkt. Ihr Schwesterschiff, die Kaga, wurde als Ersatz für die durch das Kantō-Erdbeben im Jahre 1923 fast völlig zerstörte Amagi zum Flugzeugträger umgebaut. Der Bau der Amagi wurde 1922, als sie schon zu 40 % komplett war, eingestellt, um dem Washingtoner Vertrag zu entsprechen. Der Umbau zu einem Flugzeugträger wurde nach den Beschädigungen durch das Erdbeben 1923 eingestellt. Die Akagi war ebenfalls zu 40 % fertig, als der Umbau zu einem Träger begann und 1927 beendet war. Die Atago war gerade auf Kiel gelegt, als der Baustopp verfügt wurde, ebenso war es bei der Takao.
Darüber hinaus wurde auch der Bau von Zerstörern und Hilfsschiffen stark reduziert. Das und natürlich die Einstellung der Schlachtschiffbauten hatte schwerwiegende Auswirkungen auf die Schiffswerften, die diese Projekte geplant und teilweise schon begonnen hatten. Suzuki Shoten (鈴木商店), ein Konglomerat aus verschiedenen Firmen, das die meisten Transaktionen zwischen der Marine und den Werften abwickelte, musste seinen Börsenwert reduzieren, was die Nachkriegsrezession nach dem Ersten Weltkrieg verstärkte.
Später, in den 1930er-Jahren, machten Änderungen in der Marinestrategie und die Entwicklung der Marinefliegerei den Begriff „Acht-Acht-Flotte“ zu einem Anachronismus.